# イン・ロンドン (アル・ジャロウのアルバム)
『イン・ロンドン』（In London）は、アメリカ合衆国のジャズ・ボーカリスト、アル・ジャロウが1984年に録音・1985年に発表したライブ・アルバム。

## 反響・評価
アメリカでは総合アルバム・チャートのBillboard 200で125位に達し、『ビルボード』のジャズ・アルバム・チャートでは10位、R&Bアルバム・チャートでは55位を記録した。リチャード・S・ギネルはオールミュージックにおいて5点満点中3点を付け「初期のライブ・アルバム『ライヴ・イン・ヨーロッパ』における、無駄がなく繊細なバックアップ・バンドとは対照的に、派手でエレクトロニクス色が強く、ホーン・セクションも含むR&B/ファンク・バンドを従えており、繊細さよりも快活なショーマンシップに寄っている。とはいえ、当時のスタジオ・アルバムと違って、このコンサートでは、彼のボーカルの離れ業を少しは垣間見ることができる」と評している。

## 収録曲
1. レイジング・ウォーターズ - "Raging Waters" (Al Jarreau, Jay Graydon, Robbie Buchanan) - 5:40
2. ブラック・アンド・ブルース - "Black and Blues" (A. Jarreau, J. Graydon, Tom Canning) - 4:25
3. アイ・ウィル・ビー・ヒア・フォー・ユー - "I Will Be Here for You (Nitakungadea Milele)" (Richard Page, Steve George, John Lang) - 5:14
4. レッツ・プリテンド - "Let's Pretend" (A. Jarreau, R. Page, S. George, J. Lang) - 5:35
5. ハイ・クライム - "High Crime" (A. Jarreau, J. Graydon, Bobby Lyle) - 4:33
6. ルーフ・ガーデン - "Roof Garden" (A. Jarreau, J. Graydon, T. Canning) - 4:48
7. 今夜教えて - "Teach Me Tonight" (Gene de Paul, Sammy Cahn) - 5:11
8. 奏でる愛 - "We're in This Love Together" (Roger Murrah, Keith Stegall) - 4:08

## 参加ミュージシャン
- アル・ジャロウ - ボーカル
- チャールズ・"イカロス"・ジョンソン - ギター、バッキング・ボーカル
- ボビー・ライル - キーボード、ミュージカル・ディレクター
- ジェイムス・スチューダー - キーボード、バッキング・ボーカル
- ロビー・ブキャナン - シンセサイザー、ベース
- ラリー・ウィリアムズ - シンセサイザー
- マイケル・ケイシー・ヤング - シンセサイザー・プログラミング
- ネイザン・イースト - ベース、バッキング・ボーカル
- リッキー・ローソン - ドラムス
- マランド・ガッサマ - パーカッション
- ジェリー・ヘイ - トランペット
- マイケル・"パッチズ"・スチュワート - トランペット、フリューゲルホルン
- マイケル・パウロ - サクソフォーン、フルート
- リチャード・ペイジ、スティーヴ・ジョージ - バッキング・ボーカル